# Æthelweard (Geschichtsschreiber)
Æthelweard (Ethelward) war ein angelsächsischer Historiker. Er war der Urenkel Æthelreds, des Bruders von Alfred dem Großen, und Ealdorman oder „Earl der westlichen Provinzen“, womit vermutlich Wessex gemeint ist.

## Leben
Er wird zuerst als dux oder ealdorman 973 erwähnt und erscheint bis 998, danach muss er verstorben sein. Im Jahr 991 verhandelte er gemeinsam mit dem Erzbischof Sigerich der Ernste von Canterbury einen Friedensvertrag mit den bei Maldon siegreichen Dänen. Zusammen mit Bischof Alfheah von Winchester wurde Æthelweard 994 zu König Olav I. Tryggvason nach Andover geschickt, um mit diesem Frieden zu schließen.
Æthelweard war Autor einer Lateinischen Chronik, die bis 975 reicht. Bis zum Jahr 892 folgt er in seinem Werk der Angelsächsischen Chronik, ergänzt durch wenige eigene Details, danach folgt seine eigene Arbeit. Æthelweard gab sich selbst den bombastischen Titel Patricius Consul Quaestor Ethelwerdus. Sein Sprachstil ist sehr gestelzt, und da er zugleich versuchte, sich kürzer zu fassen als Tacitus, sind seine Schilderungen oft etwas obskur.
Neuere Forschung ergaben die Ursache für Æthelweards eigentümlichen Stil in lateinischer Sprache. Æthelweard schrieb sein Werk auf Veranlassung der Essener Äbtissin Mathilde in Latein, obwohl er wohl selbst die Sprache bevorzugte, die heute als Altenglisch bezeichnet wird. Sein Geschichtswerk diente dazu, Mathilde das Totengedenken an die englischen Vorfahren ihres Geschlechts zu ermöglichen.
Æthelweard war Freund und Patron von Ælfric Grammaticus.